# Ruth Hermann
Ruth Hermann, född 1904, död 1973, var en dansk kvinnosakspolitiker, kommunist och pacifist.
Ruth Trier Mørch gifte sig 1932 med Knud Hermann (1906-1977). Paret var aktiva i vänsterkretsar, och Ruth Hermann var engagerad i Kvindernes Internationale Liga for Fred og Frihed. 1948 blev hon medlem i Danmarks Demokratiske Kvindeforbund (DDK), en sektion av Fédération Démocratique Internationales des Femmes, och blev dess ordförande 1952. Hon verkade för socialism, antifascism, likalön, fri abort och fred under kalla kriget.  